# よこすか開国花火大会
よこすか開国花火大会（よこすかかいこくはなびたいかい）は、神奈川県横須賀市うみかぜ公園、三笠公園、米海軍横須賀基地において行われる県内でも有数の花火大会である。

## 概要
花火の歴史
天文12年（1543年）、種子島にポルトガル人によって鉄砲と爆薬物とその製法も併せて伝えられた。
軍事用として鉄砲、大筒、狼煙などに活用され、関ヶ原の役や天草の乱が終わった徳川泰平期には観賞花火へと移っていった。
そして慶長5年（1600年）頃、細川幽斎の家臣・稲富の砲術家・伊賀守直家は、細川家を追放され徳川家康に仕えたが、その後、尾州家お預けで尾州家の砲術師範として貢献した。
慶長17年（1612年）、足助八幡社に『扇的打図』という花火に関する偏額に「尾州藩稲留派先生当国住岩神村沢田四郎衛門行年78才」と記し献納されていることから、稲富直家の門人が花火技術を伝えた資料と考えられている。
花火を観た家康
花火を日本で最初に観たのは徳川家康という定説がある、『駿府政事録』には「慶長18年（1613年）8月3日、明国の商人がイギリス人を案内して駿府城に徳川家康を訪ね、家康に城の二の丸で花火を供覧した。」との記述がある。
三代将軍家光も花火が好きだったそうで、諸大名も好んで納涼の催しとして花火を楽しんだ。
尾張、紀州、水戸の親藩、仙台、加賀など雄藩の花火は特に人気があり、江戸市民も夕涼みを兼ね花火見物をした。
花火大会の設立
横須賀市は神奈川県南東の三浦半島の北半分に位置し、東は東京湾（浦賀水道）、西は相模湾に面している。
東京湾入口のため江戸時代から国防拠点とされ、大日本帝国海軍横須賀鎮守府を擁する軍港都市として栄えた。
幕末には「浦賀へのペリー率いる黒船来航」でも有名である。
多くの志士が日本の未来を想い、憂い、自分の志のために戦った時代であり、浦賀は日本の海外への扉を開いた場所でもある。
横須賀市はペリー来航150周年という歴史の節目を記念して、 平成15年（2003年）に「よこすか開国祭」が開かれ、「よこすか開国花火大会」はそのフィナーレを飾るイベントである。
打ち上げ場所が東京湾内の「横須賀市うみかぜ公園沖合」の海上3ヶ所で、周りに遮るものがないためビューポイントがとても豊富である。
神奈川県内でも有数の花火大会であり、尺玉やスターマインなど30分間に約5,000発を絶え間なく打ち上げる。
また、例年同日開催している米海軍横須賀基地開放イベントである「ヨコスカフレンドシップデー」も開催される。
米海軍横須賀基地への入場には、国籍を証明でき顔写真付きの身分証明書が必要である。現在もアメリカ海軍第7艦隊・横須賀海軍施設および海上自衛隊自衛艦隊・横須賀地方隊および陸上自衛隊武山駐屯地・久里浜駐屯地や航空自衛隊武山分屯基地などが置かれている。

### 打上花火と仕掛花火
打上花火
花火技術は日本は世界一といわれており、とくに打上花火の割物花火の技術が高い。
- 玉皮 - ボール紙や新聞で半球型のお椀状のものを作り、この2個を合わせて一組の球型の玉が出来る[5]。
- 星 - 玉が空中で割れ星が光り散らばる、花火の出来不出来を左右する、日本は一番得意とする部分[5]。一番外側の星から順繰りに燃えながら飛ばし色を変える、星は同心円で粒の大きさを揃える[5]。
- 割薬 - 玉を空中で割り星を飛び散らす役目から、危険を伴う作業なので熟練者だけが作業をする[5]。
- 玉詰め - 片方の玉皮の内面に親導という時限導火線を取付け、玉皮の内側に丁寧に星を並べていく[5]。並べた星の内側に和紙を敷きそこに割薬を入れ、星と割薬で玉皮一杯になったら2個の玉皮を合わせる[5]。玉皮の外側を叩き馴染ませ、玉皮の合わせ目に丈夫なバンド状の紙で糊付け、玉皮が割れないようにする[5]。玉貼り - 玉皮の表面にクラフト紙を貼る、球型の全ての面が均一の強度になるように仕上げる[5]。玉を日陰干しにして乾燥途中でゴロをかける、ゴロとはクラフト紙を密着させるためで完全に乾燥させる[5]。

仕掛花火
代表的なのは枠仕掛で、丸太で組んだ櫓に絵形や文字などを浮だたせる。
- ランス - 鉛筆くらいの太さで長さ10cmの紙筒で、中に紅、緑、黄、青などの和剤を詰める[6]。ランスの片端に速燃性の導火線を付け、各ランスを連結する[6]。ランスは約10cm間隔で割竹や細い木の板に塗り付ける[6]。
- 木枠 - 障子のような2m四方の木枠に、ランスを塗り付けた割竹や細い木の板を釘で打付ける[6]。
- 仕掛花火現場の櫓に、木枠をデザイン通り取付、各枠を一本の速燃導火線で連結する[6]。導火線に点火すると、各枠の導火線が燃え、各ランスに点火して絵や文字が浮かび上がる[6]。ランスは約1分燃え消える、消える間際に打上花火を上げ、見物客の視線を上空に向ける[6]。仕掛に点火する前に雨が降ったら、仕掛け花火は全て点火しなくなる[6]。

電気点火
昭和60年（1985年）に打上花火の点火方法が変わった、それまでは花火師が火種を持ち直接点火していたが、鍵屋が「電気点火器」を開発し、秒単位で細かな遠隔操作による着火が行われるようになった。着火のタイミングや花火の色、形、種類、位置取りなどの組み合わせが、テーマに合わせた演出が可能になった。花火師がコンピュータにプログラムし打上げる方法もあるが、ただし、鍵屋ではいまだに着火するタイミングをボタン式に拘り、花火師が状況を読み取り「絶妙な間」で花火を打上げている。

## 開催内容
- 開催日 - 不明確（2022年までは毎年8月第1土曜日、2023年は10月第3日曜日、2024年は10月第1日曜日）[2]
- 打ち上げ場所 - 東京湾内「横須賀市うみかぜ公園沖合」海上3ヶ所[2]
- 打ち上げ時間 - 午後5時45分〜午後6時15分[2]
- 荒天時 - 小雨決行、荒天中止、順延日無し[2]
- 花火観賞会場
  - うみかぜ公園（メイン会場） - 横須賀市平成町3-23[2]
  - 三笠公園 - 横須賀市稲岡町82-14[2]
  - 米海軍横須賀基地 - 基地内の三笠公園寄りがベストポジション[2]
  - 中央公園 - 横須賀市深田台19[2]
  - 新安浦港 - 横須賀市安浦町3[2]
  - 海辺つり公園 - 横須賀市平成町3-1[2]
  - よこすかポートマーケット - 横須賀市新港町6[2]
  - ヴェルニー公園 - 横須賀市汐入町1-1[2]
  - 横須賀モアーズシティ - 横須賀市若松町2-30[2]
  - 三春公園 - 横須賀市三春町2-1-1[2]
  - 市役所前公園 - 横須賀市小川町9[2]
  - 緒明山公園 - 横須賀市上町1-66-6[2]
  - はまゆう公園 - 横須賀市不入斗町4-25[2]

## アクセス
- うみかぜ公園・三笠公園・米海軍横須賀基地[2]
  - 京浜急行電鉄 - 横須賀中央駅、県立大学駅より徒歩約25分（帰り混雑する）[2]
  - 京浜急行電鉄 - 汐入駅より徒歩約35分（帰り混雑する）[2]
  - JR横須賀線 - 横須賀駅より徒歩約40分（帰り混雑少ない）[2]
- 自動車
  - 横浜横須賀道路 - 横須賀インターチェンジより本町山中道経由で約6km約30分[2]
- 駐車場 - 横須賀中央駅周辺
  - サイカヤパーキング - 横須賀市小川町2-11 約360台[2]
  - 市役所前地下駐車場ぴぽ320 - 横須賀市小川町9 約320台 [2]
  - 市役所北口駐車場 - 横須賀市小川町12 約434台[2]
- 交通規制
  - よこすか開国花火大会交通規制地図[8]

## 関連文献
- 「花火資料館」公益社団法人 日本煙火協会、2023年7月16日閲覧
- 「打揚花火」公益社団法人 日本煙火協会、2023年7月16日閲覧
- 「会員リスト」公益社団法人 日本煙火協会、2023年7月16日閲覧